# 下原墓地
下原墓地，位于中华人民共和国青海省西宁市湟中区西堡镇西堡村，为青海省市县级文物保护单位，公布日期为1987年2月27日，类型为古墓葬。
下原墓地的历史年代为齐家文化、卡约文化。